# هنینگ مانکل
هنینگ مانکل (به سوئدی: Henning Mankell) ‏(۳ فوریهٔ ۱۹۴۸–۵ اکتبر ۲۰۱۵) یک نویسنده جنایی، نویسنده ادبیات داستانی کودکان و یک نویسنده و نمایشنامه‌نویس سوئدی و منتقد و فعال اجتماعی چپ بود. برجسته‌ترین و مشهورترین اثر او بازرس کورت والاندر است. او در کتاب‌ها و نمایشنامه‌هایش به‌طور مداوم مسائل نابرابری اجتماعی و بی‌عدالتی‌ها در سوئد و خارج از کشور را برجسته می‌کرد. در سال ۲۰۱۰، مانکل سرنشین یکی از کشتی‌های ناوگان آزادی غزه بود که توسط کماندوهای اسرائیلی هدایت می‌شد. او در زیر عرشه کشتی مرمره قرار داشت جایی که ۹ غیرنظامی در آب‌های بین‌المللی کشته شدند.

## زندگی‌نامه
او سال ۱۹۴۸ در شهر استکهلم متولد شد و وقتی تنها یک سال داشت پدر و مادرش از هم جدا شدند. بیشتر سال‌های کودکی منکل کنار پدر و خواهرش سپری شد.
۱۳ساله بود که خانواده اش به بوروس وستر یوتلند واقع در ساحل غربی نزدیک شهر یوتبری منتقل شدند. اولین بار در پانزده سالگی مادرش را ملاقات کرد اما هیچگاه آن‌ها رابطه عمیقی باهم نداشتند و سرانجام چند سال بعد مادرش خودکشی کرد. منکل از نوجوانی به نویسندگی و تئاتر علاقه‌مند بود. ۲۰ سال داشت که شروع به نویسندگی کرد. نخستین نمایشنامه حرفه‌ای خودرا در سال ۱۹۶۹روی اکران برد و در اوایل دهه ۱۹۷۰ نمایشنامه‌ای را در شهر فالون برگزار کرد. در سال‌های بعد علاوه بر نوشتن رمان‌های متعدد سراغ کارگردانی تئاتر نیز رفت.

## زندگی شخصی
منکل چهار بار ازدواج کرد و صاحب چهار پسر به نام‌های، توماس، ماریوس، مورتن و جان شد. در سال ۱۹۹۸ با ایوا برگمن، دختر کارگردان اینگمار برگمان ازدواج کرد. .

## فعالیت‌های اجتماعی و سیاسی
او یک منتقد و فعال اجتماعی چپ بود. در کتاب‌ها و نمایشنامه‌هایش به‌طور مداوم به نابرابری‌های اجتماعی و بی‌عدالتی‌ها در سوئد و خارج از کشور می‌پرداخت.
منکل در جوانی به لحاظ سیاسی به احزاب چپ رادیکال از جمله جنبش- ۶۸ تمایل داشت. او برای چند دهه خود را به عنوان یک فعال سیاسی و اجتماعی معرفی کرده‌است. منکل در اعتراضات سال ۱۹۶۸ علیه جنگ ویتنام و همین‌طور اعتراض علیه رژیم آپارتاید آفریقای جنوبی شرکت فعال داشت. او با انجمن فولکت ای بیلد نیز مشارکت داشت.
در ۱۹۷۰، به‌دنبال آشنایی اش با یک زن نروژی که عضو حزب کمونیست کارگران مائوئیست بود به نروژ رفت و در آنجا ساکن شد.
منکل به رغم شرکت فعال در فعالیت‌های این حزب اما عضو این حزب نشد.

## ناوگان کوچک غزه
منکل از مدافعان حقوق مردم فلسطین بود و بارها به این کشور سفر کرد. او در مصاحبه‌ای گفته‌است: «اسرائیل تکرار نظام منفور آپارتاید است که زمانی سیاهان آفریقا را در کشور خودشان شهروند درجهٔ دو محسوب می‌کرد.»
در۲۰۱۰، منکل در یک کمپین اعتراضی برای شکستن محاصره نوار غزه سوار بر قایق صوفیا شد. این قایق جزو ناوگان کوچک کمپین کمک رسانی به نوار غزه بود که توسط جنبش آزادی غزه و بنیاد حقوق بشر و آزادی‌های بشردوستانه ترکیه (İHH) سازمان داده شده بود. این قایق همراه با ۵قایق دیگر ناوگان کوچک «آزادی غزه» را تشکیل می‌دادند تا برای شکستن محاصره به نوار غزه مصالح ساختمانی برسانند.
در تاریخ ۳۱ مه ۲۰۱۰ نیروی دریایی اسرائیل یورش ناگهانی خود را به شش قایق ناوگان کوچک «آزادی غزه» در آبهای بین‌المللی دریای مدیترانه آغاز کرد. در این تهاجم نه نفر از فعالان صلح کشته شدند. منکل هنگام یورش در پایین عرشه کشتی شاهد صحنه بود که نه نفر به ضرب گلوله توسط نیروهای اسرائیل کشته شدند، پس از آن که قایقها توسط نیروی دریایی اسراییل تسخیر شدند. منکل درمیان دستگیرشدگان توسط کماندوهای اسرائیلی بود، اما مانند بسیاری دیگر ظرف چند روز آزادشد و به سوئد اخراج گردید.
قرار بود منکل در ماه ژوئن ۲۰۱۱ در دومین اقدام اعتراضی ناوگان «آزادی غزه شماره ۲» شرکت کند و جزو ۲۰ سوئدی با شد که در آن حضور پیدا می‌کنند. اما این حرکت اعتراضی به سرانجام نرسید. وی پس از آن خواستار تحریم جهانی علیه اسرائیل شد.

## داستان‌نویسی
بیشترین شهرت منکل در دنیا برای خلق کارآگاه کورت والاندر در رمان‌های پلیسی و جنایی‌اش است. بیش از۴۰میلیون نسخه ازکتاب‌های او به فروش رفته‌است. کار او در تئاتر باعث شد نوشتن رمان را درسال‌های ۱۹۸۴–۱۹۹۰ متوقف کند.
بسیاری از رمان‌های بعدی منکل مربوط به مسائل مربوط به مهاجران سایر کشورهای جهان که به سوئد مهاجرت کردند بود، همچنین در خصوص نژادپرستی و استعمار که کتاب‌های :چینی (اهل چین) یا زن شیر سفید و غضب آتش در این زمره‌اند.
در سال ۱۹۹۸در سن ۵۰سالگی منکل و ناشر او ارد فرونت جایزه ادبی صدای آفریقا را که به نویسندگان آفریقایی تعلق می‌گرفت را بنیاد گذاشتند.
در سال ۲۰۰۱ منکل و دان اسرائیل انتشارات لئوپارد را با هدف انتشار کتاب‌های خود و سایر نویسندگان و حتی نویسندگان جهان سوم تأسیس کردند.

## کمکهای خیریه
منکل وقت خود را صرف سفر از سوئد به کشورهای آفریقایی و عمدتاً موزامبیک کرد جایی که کار تئاتر را در آنجا آغاز نمود. او کمک‌های قابل توجهی را به سازمان‌های خیریه‌ای که عمدتاً مرتبط به آفریقا بودند اهدا کرد.
در سال ۲۰۰۷ منکل و همسرش اوا بریمن (Eva Bergman) مبلغ ۱۵ میلیون کرون به سازمان خیریه کمک به کودکان (Sos-barnbyar) برای ساختن یک روستا در شیموایو (Chimoio) در غرب موزامبیک بخشیدند.
منکل ازجمله حتی پول برای روستای نل ویلی (Nelvili) در جنوب هندوستان از طریق سازمان دست به دست (Hand i Hand) هدیه کرده بود.

## بورسیه فرهنگی
در سال ۱۹۹۸، هنینگ منکل بنیاد هنینگ منکل و بزرگ‌ترین جایزه سوئد برای نمایشنامه نویسان و بورسیه تحصیلی هنینگ منکل را تأسیس کرد. این بورسیه تحصیلی توسط انجمن نمایشنامه نویسان سوئد اداره می‌شود و به‌طور منظم به نمایشنامه نویسان سوئدی که «با ارائه کارشان تعهد اجتماعی و سیاسی و علاقه‌مندی روابط سوئد با جهان خارج را نشان می‌دهند» در پایان هر سال توزیع می‌کند.
علاوه بر این، هنینگ منکل همچنین یک بورس تحصیلی برای نویسندگان نروژی ایجاد کرد و در سال ۲۰۰۹ مزرعه یانسپرش (Jänspers) را در هریه دالن(Härjedalen)اهدا نمود تا وقف استفاده و محل اقامت نمایشنامه‌نویس‌ها و نویسندگان و محیط کار آن‌ها باشد.

## مرکز فرهنگی منکل
در سال ۲۰۰۷ مرکز فرهنگی‌ای در محل دوران کودکی منکل، به نام مرکز فرهنگی سوگ منکل (Sveg Mankell) دائر شد، همچنین مرکز فرهنگی دیگری در هریه دالن (Härjedalen) افتتاح شد تا فعالیت‌های فرهنگی هنینگ منکل، شامل نمایشگاه آثار، سخنرانی‌ها و موارد دیگر در معرض دید عموم و علاقه‌مندان قرار گیرد.

## منکل در ایران
در سال‌های اخیر رمان‌های متعددی از او به فارسی ترجمه شده‌است که از بین آن‌ها می‌توان به این‌ها اشاره کرد:
- بازگشت استاد رقص، ترجمه جواد ذوالفقاری، نشر هیرمند
- پنجمین زن، ترجمه فرشته شایان، نشر هیرمند
- دیوار آتش، ترجمه شکیبا محب‌علی، نشر هیرمند
- قاتلان بدون چهره، ترجمه هادی بنایی، نشر هرمس
- پسری که روی تختی پر از برف خوابید، ترجمه مهناز رعیتی، نشر هرمس
- سگی که به سوی ستاره‌ای می‌دود، ترجمه مهناز رعیتی، نشر هرمس[۸]
- کفش‌های ایتالیایی، ترجمه امیر یداله پور، نشر آگه

## مرگ
منکل در ماه ژانویه سال ۲۰۱۴در گفتگویی با روزنامه یوتبری-پستن اظهارداشت که دچار سرطان ریه شده و بافت‌های سرطانی به تمامی بدن وی گسترش یافته‌است. او به همین دلیل درروز ۵ اکتبر ۲۰۱۵ درسن ۶۷ سالگی درگذشت. منکل را در قبرستان قدیمی اورگریته درشهر یوتبری (Göteborg) دفن کردند.